# Double Trouble (zespół muzyczny)
Double Trouble – amerykańska grupa blues-rockowa z Teksasu, najbardziej znana z występów u boku Steviego Raya Vaughana. Zespół składał się z perkusisty Chrisa Laytona, basisty Tommy'ego Shannona oraz klawiszowca Reese'a Wynansa.

## Historia zespołu
W 1978 Vaughan i wokalistka Lou Ann Barton tworzyli duet o nazwie Triple Threat. Następnie dołączyli do nich basista Jackie Newhouse, saksofonista Johnny Reno i perkusista Chris Layton. Już jako pełny skład (kwintet) nadali swojej grupie nazwę Double Trouble (na cześć piosenki Otisa Rusha pod tym samym tytułem). Pierwotnie zaś nazwa Double Trouble przypisywana była frontmanom grupy: Vaughanowi (gitara) i Barton (wokal). Potem grupa przyjęła miano Stevie Ray Vaughan and Double Trouble.
W 1980 Newhouse'a zastąpił Tommy Shannon. Następnie w 1990 Layton i Shannon zaczęli wspierać dwie pół-supergrupy z Austin – Arc Angels i Storyville oraz okresowo współpracowali z W. C. Clarkiem, Kennym Wayne'em Shepherdem oraz Doyle'em Bramhallem.
Po śmierci Vaughana muzycy Double Trouble współpracowali m.in. z Jimmym D. Lane'em, brazylijskim bluesmanem Nuno Mindelisem oraz wzięli udział w trasie koncertowej Joego Bonamassa.

## Dyskografia
Ze Steviem Rayem Vaughanem
zobacz też: Dyskografia Steviego Raya Vaughana
Po śmierci Vaughana
- Been a Long Time (2001)